# Бондар Георгій Герасимович
Георгій Герасимович Бондар (1919—1945) — Герой Радянського Союзу (1943).

## Біографія
Народився в 1919 р. у с. Лучинець Мурованокуриловецького району. Українець.
Закінчив 7 класів у с. Дежньовка в Східному Сибіру. У 1938 р. закінчив Хабаровський вечірній будівельний технікум. Працював будівельником. Служив у Радянській Армії з 1934-го по 1936 рр. У 1941 році учився на курсах молодших лейтенантів.
Учасник Німецько-радянської війни з 1942 р. Воював на Воронезькому та 1-му Українському фронтах.
За успішне форсування річки Дніпро південніше Києва, міцне закріплення плацдарму на західному березі і виявлені при цьому відвагу і геройство Указом Президії Верховної Ради СРСР від 23 жовтня 1943 року командирові взводу 3-ї мінометної роти 957-го стрілецького батальйону 309-ї Пирятинської стрілецької дивізії молодшому лейтенантові Бондарю Георгієві Герасимовичу присвоєно звання Героя Радянського Союзу.
Загинув у квітні 1945 р. у бої за м. Вроцлав ПНР. Похований у місті Болеславець.

## Нагороди, пам'ять
Нагороджений орденом Леніна, орденами Олександра Невського і Червоної Зірки.
Ім'ям Героя названі школа і вулиця в м. Хабаровську.